# Raoul Binon
Pour les articles homonymes, voir Binon.
Raoul Binon est un syndicaliste enseignant né le 25 février 1885 à Auxerre (Yonne) mort le 26 mars 1973 à Paris 11e.

## Biographie
Fils d'un maçon, bachelier en lettres philosophie, en 1904, il est licencié à la faculté de Lyon en 1907, puis titulaire d'un diplôme d'études supérieures à Lyon en 1908. Reçu à l'agrégation de lettres en 1910, il est nommé professeur au lycée de Clermont-Ferrand de 1912 à 1913, de Chaumont (Haute-Marne) (Haute-Saône) en 1913-1914, de Tours en 1914, de Besançon en 1914. Il est affecté à Tourcoing  de 1914 à 1919, à Lille de 1919 à 1925, puis au lycée Voltaire à Paris de 1925 à 1945. 
Il se marie en septembre 1920 à Tourcoing, et devient le père de deux garçons, Jean Raoul Binon (chef du service du plan ministère de l'éducation nationale - réforme Haby) époux de Gisèle Cossard, résistante de la première heure, et André Binon, passionné de peinture (professeur agrégé d'histoire dans le Var).
Membre de la délégation départementale du SNALC de Paris à la Commission Exécutive du syndicat à partir de 1936, président de la section départementale de Paris de 1937 à 1939, il est élu membre du Conseil supérieur de l'instruction publique par 169 voix contre 147 à Maurice Lacroix (FGE-CGT) 4 janvier 1938, et réélu membre de ce Conseil supérieur de l'Instruction Publique le 1er juin 1938. De 1939 à 1940, il est président du SNALC. 
Il aurait porté la francisque au lycée Voltaire, ce qui ne l’empêche pas de devenir président du comité de Libération du lycée Voltaire en 1944, et de faire fonction de proviseur du lycée Voltaire 25 septembre 1944-décembre 1944. Il devient secrétaire général du SNES de 1944 à 1945. Il obtient en 1945 une promotion en hors classe avec effet rétroactif en janvier 1942 comme réparation accordée à un fonctionnaire résistant victime de Vichy. Du 13 avril 1945 à novembre 1948, il est Inspecteur de l'académie de Paris.